# 슬로베니아 농구 국가대표팀
슬로베니아 농구 국가대표팀(슬로베니아어: Slovenska košarkarska reprezentanca)은 슬로베니아를 대표하여 국가대항전에 참가하는 농구 국가대표팀으로 슬로베니아 농구 연맹에 의해 운영된다. 올림픽 농구 본선 경험은 전무하며 FIBA 농구 월드컵 본선에는 3번 출전하여 이 중 2번의 대회에서 8강에 올랐다. 그리고 FIBA 유로바스켓 본선에는 13번 출전하여 2017년 대회에서 금메달을 획득하면서 사상 첫 국제 대회 우승을 차지했다.

## 선수 명단

### 주요 선수
- 고란 드라기치 (브루클린 네츠)
- 루카 돈치치 (댈러스 매버릭스)